# Хас, Аня
Аня Хас (нем. Anja Haas; род. 30 мая 1971, Целль-ам-Циллер) — австрийская горнолыжница, выступавшая в скоростном спуске, слаломе, гигантском слаломе, супергиганте и комбинации. Представляла сборную Австрии по горнолыжному спорту в 1988—1995 годах, бронзовая призёрка чемпионата мира, победительница трёх этапов Кубка мира, чемпионка австрийского национального первенства, участница зимних Олимпийских игр в Лиллехаммере.

## Биография
Аня Хас родилась 30 мая 1971 года в ярмарочной коммуне Целль-ам-Циллер, Тироль. Проходила подготовку в коммуне Герлос в местном одноимённом лыжном клубе WSV Gerlos.
В 1988 году вошла в состав австрийской национальной сборной и выступила на чемпионате мира среди юниоров в Италии, где финишировала пятой в скоростном спуске и восьмой в супергиганте. Год спустя на аналогичных соревнованиях в США завоевала в программе скоростного спуска бронзовую медаль, тогда как в слаломе стала шестой, а в гигантском слаломе заняла девятнадцатое место.
Начиная с сезона 1989/90 выступала уже на взрослом уровне, в частности дебютировала в зачёте Кубка мира. В феврале 1991 года впервые одержала победу на этапе Кубка мира, выиграв скоростной спуск на склонах японского Фурано.
В 1993 году побывала на чемпионате мира в Мориоке, откуда привезла награду бронзового достоинства, выигранную в скоростном спуске — пропустила вперёд только канадку Кейт Пейс и норвежку Астрид Лёдемель.
Благодаря череде удачных выступлений удостоилась права защищать честь страны на зимних Олимпийских играх 1994 года в Лиллехаммере — в скоростном спуске заняла итоговое 31 место, тогда как в комбинации сошла с дистанции и не показала никакого результата.
Впоследствии оставалась действующей спортсменкой вплоть до 1995 года. В течение своей спортивной карьеры Хас в общей сложности пять раз поднималась на подиум этапов Кубка мира, в том числе три этапа выиграла и дважды становилась второй. Ей так и не удалось выиграть Хрустальный глобус, но в одном из сезонов она была в скоростном спуске четвёртой. Наивысшая позиция в общем зачёте всех дисциплин — 12 место. Является, помимо всего прочего, чемпионкой Австрии по горнолыжному спорту.